# جو دالي
جو دالي (بالإنجليزية: Joe Dale)‏ (و. 1921 – 2000 م) هو لاعب كرة قدم، من المملكة المتحدة لبريطانيا العظمى وأيرلندا، مركز لعبه هو لاعب وسط، توفي عن عمر يناهز 79 عاماً.